# Rue Guyton-de-Morveau
La rue Guyton-de-Morveau est une voie du 13e arrondissement de Paris située dans le quartier de la Maison-Blanche.

## Situation et accès
La rue Guyton-de-Morveau est desservie à quelque distance par la ligne 7 à la station Tolbiac.

## Origine du nom
Elle porte le nom du chimiste Louis-Bernard Guyton-Morveau (1737-1816).

## Historique
Cette rue ouverte sur la commune de Gentilly prend son nom en 1893 à la suite de l'agrandissement de la ville de Paris en 1860.

## Bâtiments remarquables et lieux de mémoire

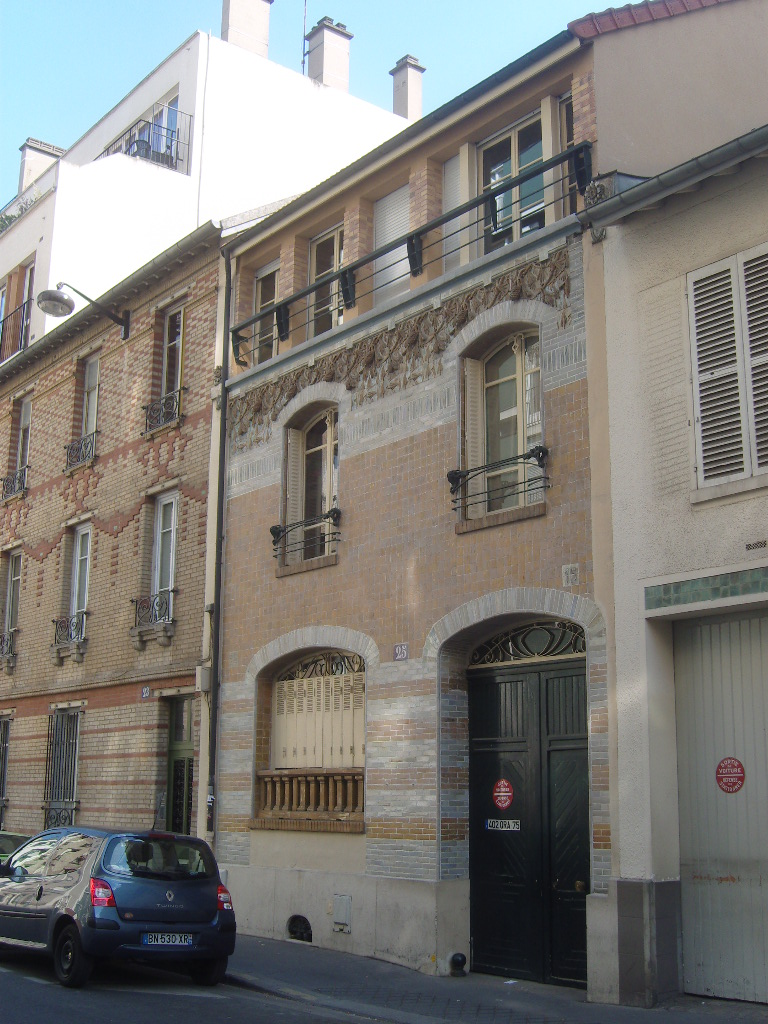
Maison de ville de style Art nouveau.

- Au 25 ainsi qu'au 29 de la rue subsistent les numéros datant de l'ancienne numérotation de la rue, respectivement 15 et 19. La rue Guyton-de-Morveau, perpendiculaire à l'ancien cours de la Bièvre aujourd'hui enterré, a gagné dix numéros lors du recouvrement de celle-ci au début du XXe siècle. Ainsi, l'actuel numéro 11 correspond à l'ancien numéro 1 de la voie.